# Interview s upírem
Interview s upírem (v anglickém originále Interview with the Vampire: The Vampire Chronicles) je americký dramatický film z roku 1994. Režisérem filmu je Neil Jordan. Hlavní role ve filmu ztvárnili Tom Cruise, Brad Pitt, Christian Slater, Kirsten Dunstová a Antonio Banderas.

## Ocenění
Film získal dvě ceny BAFTA v kategoriích nejlepší kamera a výprava a nominován byl v kategoriích nejlepší kostýmy a masky. Nominován byl také na dva Oscary (nejlepší výprava a hudba) a jeden Zlatý glóbus v kategorii nejlepší hudba. Kirsten Dunstová byla také nominována na Zlatý glóbus za svou roli v tomto filmu.

## Obsazení
| Tom Cruise           | Lestat de Lioncourt    |
| Brad Pitt            | Louis de Pointe du Lac |
| Christian Slater     | Daniel Molloy          |
| Kirsten Dunstová     | Claudia                |
| Antonio Banderas     | Armand                 |
| Stephen Rea          | Santiago               |
| Domiziana Giordanová | Madeleine              |
| Thandie Newtonová    | Yvette                 |